# كريستينا برغر
كريستينا برغر (بالإنجليزية: Charlotta Berger)‏ (21 أغسطس 1784، لينشوبينغ في السويد - 25 مايو 1852 في السويد)؛ كاتِبة، مترجمة وشاعرة سويدية.